# (8330) Fitzroy
(8330) Fitzroy – planetoida z pasa głównego asteroid okrążająca Słońce w ciągu 5 lat i 237 dni w średniej odległości 3,17 au. Została odkryta 28 marca 1982 roku w Europejskim Obserwatorium Południowym przez Henriego Debehogne. Nazwa planetoidy pochodzi od Roberta FitzRoya, brytyjskiego żeglarza, jednego z pionierów meteorologii. Przed nadaniem nazwy planetoida nosiła oznaczenie tymczasowe (8330) 1975 LT.